# 2013年巴西抗议运动
2013年巴西抗议运动（又名沙拉反抗、巴西之秋、热带之春）是2013年5月爆发在巴西几个城市的抗议运动，抗议群体倡导“自由的公共交通”，最初抗议者抗议在巴西几个城市抗议“巴西当局增加公共汽车、火车和地铁票价”，后来巴西警察用暴力镇压抗议者，导致矛盾激化，6月中旬，抗议运动扩大，是巴西自1992年抗议总统费尔南多·科洛尔·德梅洛当局以来最大的抗议运动。此次抗议运动中，新闻媒体和社交媒体在抗议运动中扮演了抗议者彼此之间联系和为公共事业大声疾呼的作用。

## 名称
巴西政府对抗议当局的事件或运动一般定性词语是“叛乱”。20世纪初，该名字最初出现在里约热内卢，后来，以类似的方式的抗议活动在圣保罗出现，超过60个抗议者被逮捕，他们因为携带醋作为一种保护反对警察使用催泪瓦斯和胡椒喷雾。
另一个流行的名字是“巴西之秋”，来源于阿拉伯之春事件。另外，“热带之春”也被媒体广发引用。 

## 背景
2012年8月9月，第一次抗议运动发生在北里奥格兰德纳塔尔，巴西当局称之为“叛乱”，抗议者的目的和诉求是当地市政厅减少车费价格。2013年3月，类似的抗议活动在阿雷格里港爆发，抗议者的行动促使当地市政厅减少车费价格。
在哥亚尼亚，抗议运动开始于5月16日，5月28日，当地抗议运动达到顶峰。在比比拉广场，公交车被毁，2人被焚烧和2人被石头打死。24名学生因为“破坏公物和叛乱罪”被捕。另一次示威发生在6月6日，当学生在市中心街道放火烧车轮胎、投掷自制炸弹、打破警车的窗户。6月13日，公交车票价回退，但是巴西公民并没有获益。
在圣保罗，抗议运动始于当地市政厅和圣保罗州政府宣布提高公交车票价，从3.00巴西雷亚尔上升到3.20巴西雷亚尔。在2011年1月，也有过类似的抗议运动。在2012年2月，火车和地铁票价已经提高到相同的价格。2013年，新市长费尔南多·哈达德宣布票价将提高。5月，联邦政府宣布公共交通将免于支付2个税务，试图抑制通货膨胀。尽管如此，票价从3.00巴西雷亚尔提高到3.20巴西雷亚尔，6月2日爆发了大规模的抗议运动。

### 抗议者的不满和诉求

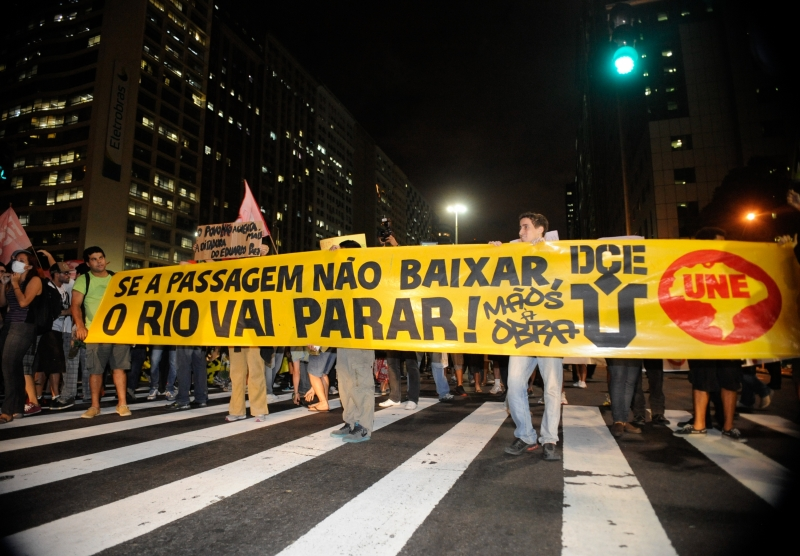
里约热内卢居民拉横幅抗议。

虽然公车增加是抗议运动爆发的火药桶，也是统治精英的公共政策的警醒，也是普通公民对巴西当局不能提供满意的公共服务的失望。 2013年联合会杯、2014年世界杯和2016年夏季奥运会，巴西当局的支出超过财政预算，同时曝光数十亿美元的金融丑闻。部分巴西公民的不满是巴西国内的高通货膨胀率和当局提高食品价格。
其他常见的原因包括更高的税收、低教育率、不充分的社会福利、高失业率和贫民窟的人口大爆炸而当局并没有改善居住条件。
由于贪污和挪用公款的普遍情况下，当局政策缺乏透明度和财务问责制。领导者和政客们常常会因为手握权力曝光官商勾结的丑闻。抗议者尤其反对目前正在起草的一项法律，该法律被视为包庇腐败的政客，干扰司法独立。
新华网采集数据分析：56%的抗议者反对公交涨价，40%抗议腐败，31%抗议暴力，27%希望交通系统能够改善，24%反对政客；84%不支持任何政党，77%受过高等教育，22%的抗议者是学生，53%的抗议者年龄在25岁以下，71%的抗议者第一次参与抗议活动。

## 事件

### 6月1日至14日
2013年6月，在巴西圣保罗市区公交和地铁都爆发了反对票价提高的抗议运动，由于6月1日市长费尔南多·哈达德将公共交通的价格从3.00巴西雷亚尔提高到3.20巴西雷亚尔。
6月6日，第一个大型抗议运动在保利斯塔大街爆发。在随后不断增长的抗议人群，6月13日，新闻报道提到警察“失去控制”，警察开始使用橡皮子弹对付抗议者。许多民间社会组织批评警察暴力镇压抗议者，包括国际特赦组织。

### 6月17日至18日
6月17日，在巴西各城市，上百万抗议者走上街头。最大的抗议运动在里约热内卢爆发，6月17日下午到6月18日的黎明，约10万巴西公民走上街头。虽然抗议运动基本上是和平的，但是巴西当局召集防暴警察进行镇压。3名抗议者被警察部队的枪支打死，另有10人住院，其他部分抗议者被警察拘留。抗议运动在许多城市爆发，库里蒂巴市的新闻报道称该地有1万多人参加了抗议运动。
其他，包括澳大利亚、爱尔兰、意大利、德国、西班牙、葡萄牙、英国、墨西哥和美国等国家的巴西人社区也爆发了抗议运动。 

### 6月19日
较小规模的抗议活动继续进行，几个巴西城市的市长宣布降低公共汽车票价或取消先前宣布增加票价的行政命令，里约热内卢和圣保罗发生大规模抗议运动。

### 6月20日
抗议运动在巴西全国超过100个城市至少100万人参加。联邦首都巴西利亚、圣保罗、里约热内卢和贝洛奥里藏特等都采取措施保护政府大楼不被抗议者攻击。

## 反应

### 国内
6月18日，巴西总统迪尔玛·罗塞夫将抗议运动定性为“合法的”，并说：“巴西今天醒来后变得更强大了……很高兴看到那么多人走到大街上，他们中有成年人，也有老人和孩子。当巴西民众举着国旗，唱着国歌，自豪地说‘我是巴西人’，这一幕让我感动。巴西为你们感到骄傲，我们欢迎意见的自由表达，巴西一定成为一个更加美好的国家。”抗议运动中的民意调查显示：55%的人认为，罗塞夫的表现“好”，32%的人认为“一般”，只有13%的人认为她“很糟糕”。
其他国家的政府处理抗议运动，如美国政府处理占领华尔街，土耳其政府处理2013年土耳其反政府抗议运动、瑞典政府处理2013年5月瑞典斯德哥尔摩骚乱，巴西当局没有出动大规模警察或军队镇压抗议运动，情况恰恰相反，上至巴西总统、下至巴西各部长、各市长，都对抗议予以了倾听和回应，一名巴西政府官员说：“不听取人民呼声的做法，是愚蠢的。”此次大规模抗议并不是“拉美之春”，因为大部分抗议者所反对的并不是特定的领导人或者政府。

### 国际
国际足联主席约瑟夫·布拉特：“我可以理解巴西民众的不满情绪，但我希望示威者们不要利用足球来表达自己的诉求。足球应该是团结人们的，足球是人们交流的纽带，它应该给人们带来希望，而不是像现在这样……是巴西自己申办世界杯的，我们并没有强迫你们这么做。是的，办世界杯当然需要建设新球场，但世界杯留给东道主的绝不仅仅是球场，此外还有公路、酒店、机场以及大量其他的基础设施，巴西会从世界杯中获益。”